# Нонартутьдибарий
Нонартутьдибарий — бинарное неорганическое соединение
бария и ртути
с формулой Ba2Hg9,
кристаллы.

## Получение
- Сплавление стехиометрических количеств чистых веществ:

{\displaystyle {\mathsf {2Ba+9Hg\ {\xrightarrow {505^{o}C}}\ Ba_{2}Hg_{9}}}}

## Физические свойства
Нонартутьдибарий образует кристаллы
гексагональной сингонии,
пространственная группа P 6/mmm,
параметры ячейки a = 1,0778 нм, c = 1,0189 нм, Z = 3,
структура типа гентриаконтакадмийгептабария Ba7Cd31
.
В некоторых работах соединению приписывают формулу Ba7Hg31 .
Соединение образуется по перитектической реакции при температуре 505 °C .